# Sardes
Sardes (även Sardis, grekiska Σάρδεις) var en forntida stad i Mindre Asien i nuvarande västra Turkiet och låg cirka sex mil öster om Smyrna och sex mil sydost om Thyatira.
Sardes var huvudstad i det forntida riket Lydien som först uppstod på 700-talet f.Kr. Efter den persiska erövringen i slutet av 500-talet f.Kr. blev staden en viktig punkt utmed den persiska kungsvägen till Persepolis. Den behöll sin betydelse under den romerska och bysantinska tiden, och var ett tidigt fäste för kristendomen. Den förstördes fullständigt av Timur Lenk 1402.
Sardes omtalas som en rik stad av klassiska grekiska författare. Välståndet ska ha kommit från den gyllene floden Paktolos som flöt genom staden. Enligt legenden tvättade där kung Midas av sig sin förbannelse över att allt han vidrörde förvandlades till guld. Troligen förde vattnet med sig guldsand från bergen i området. I själva verket kom stadens välstånd från handel med eftertraktade varor som ull och textilier, vilka tillverkades där.
Staden var en av de sju asiatiska församlingarna som nämns i Uppenbarelseboken. 